# Comedia (Gewerkschaft)
Comedia war seit ihrer Gründung im Dezember 1998 bis zu ihrem Aufgehen in der neuen Gewerkschaft Syndicom im Dezember 2010 die grösste Schweizer Mediengewerkschaft. Sie war entstanden durch den Zusammenschluss der Gewerkschaften Druck und Papier (GDP), Schweizerischer Lithografenbund (SLB), Schweizerische Journalisten-Union (als SJU bis dahin ein Unterverband des VPOD) sowie der Angestellenverband des Schweizer Buchhandels (ASB). An den Fusionsverhandlungen hatten sich zunächst auch das Syndikat Schweizerischer Medienschaffender (SSM) sowie die berufsständische Journalistenorganisation SVJ beteiligt. Diese beiden Organisationen lehnten jedoch den Beitritt schliesslich in Urabstimmungen ab. 
Comedia hatte am Anfang etwa 17.000 Mitglieder aus allen Medienberufen und war am ehesten mit dem Fachbereich 8 von ver.di in Deutschland (ehemals IG Medien) vergleichbar. Comedia publizierte für ihre Mitglieder oder je einen Teil davon mehrere Periodika mit zum Teil jahrzehntealter Tradition: Mitgliederzeitung «M» (Tabloid), «Typografische Monatsblätter» (Magazin für Gestaltung, zweimonatlich), «Fachhefte grafische Industrie» (Magazin für Drucktechnik, monatlich), «Klartext» (medienpolitisches Magazin, monatlich). Im weiterhin bestehenden Verlag von Comedia erscheint auch die Reihe der Lehrmittel zur visuellen Gestaltung (derzeit 7 Bände für Satztechnik und Typografie sowie 1 Band über Bildbearbeitung).     
Als Nachfolgeorganisation des 1858 in Olten gegründeten Schweizerischen Typographenbundes (ab 1980, nach der Verschmelzung mit dem Schweizerischen Buchbinderverband, Gewerkschaft Druck und Papier) gilt die Mediengewerkschaft als die älteste landesweite Berufsorganisation der Schweiz. Bezogen auf das Gründungsjahr ihrer ältesten Sektion Aarau, 1818, gelten die Schweizer Typographen gar als erste  Gewerkschaftsorganisation Europas. 
Nach zweijähriger Vorbereitung hat Comedia am 3. Dezember 2010 mit der Gewerkschaft Kommunikation, welche die Beschäftigten der Post sowie des Telekom-Bereiches organisierte, zur Gewerkschaft Syndicom fusioniert. In der neuen Gewerkschaft bilden die bisher bei Comedia organisierten Branchen «Grafische Industrie und Verpackung», «Presse und elektronische Medien», «Buch und Medienhandel», «visuelle Kommunikation» zusammen den als «Sektor» bezeichneten Organisationsbereich «Medien».